# Nueva crónica del Perú, siglo XX
Nueva Crónica del Perú (Fondo Editorial del Congreso del Perú, 2000) es un libro escrito por los autores Pablo Macera y Santiago Forns e ilustrado por Miguel Vidal. En el estilo del cronista andino Felipe Guamán Poma de Ayala, el libro se considera “quizá el mayor y más completo comprendido etnográfico de la vida peruana contemporánea”. La combinación de la palabra y la imagen comunican al mundo letrado una visión del paisaje, la cultura y la sociedad peruana contemporánea, y sobre todo de la actual vida limeña.

## Influencias literarias: antecedentes
En 1908 el antropólogo Richard Pietschmann descubrió el manuscrito de Felipe Guamán Poma de Ayala. El texto del autor que se identifica como "humilde vasallo", "autor" y "cápac, que es príncipe y gobernador mayor de los indios y demás caciques y principales y señor de ellos y administrador de todas las dichas comunidades" consiste en 1,200 páginas y 400 dibujos. La obra fue escrita entre los años 1587 y 1613 y combina los idiomas castellanos, quechuas, y aymaras. Guamán Poma dijo que recibió mucha de su información de los quipos y de la tradición oral de la región andina. Específicamente cita las cuatro regiones del imperio de Tahuantinsuyo, pues afirma que "Escogí la lengua e fracis castellana, aymara, colla, puqina, conde, yunga, quichiua, inca, banca, chinchaysuyo, yauyo, andesuyo, condesuyo, collasuyo, cañari, cayampi, quito".
El título El primer nueva corónica y buen gobierno, significa una crónica de la historia de la región andina y un tratado sobre la reforma gubernamental del Perú virreinal. El propósito de escribir la obra fue dar al rey una relación de la sociedad andina antigua y de aquel entonces, desde el comienzo del tiempo inmemorial hasta la formación y expansión del imperio incaico y la llegada de los españoles. También pretende informar a la monarca de los efectos negativos en la sociedad andina como resultado de la colonización española.
El relato de Guamán Poma invita al lector a pensar en los problemas causados por el imperialismo, entre ellos la desigualdad y la discriminación; la raza, la etnicidad y el mestizaje; la violencia armada; la explotación de la labor indígena; la propagación de la enfermedad. Sin la intervención de la corona español, según apunta el autor, el pueblo se destruye. A su vez, las imágenes comunican otros mensajes al público andino. Aprovechando el sistema de significación andina, que se destaca por la orientación espacial (norte-sur; este-oeste) Guamán Poma integra conceptos claves como la complementariedad del género y la crítica política en su obra pictográfica. Con esta forma híbrida e innovadora la obra representa un caso ejemplar de la mediación del texto artístico en la época colonial.

## Estilo de laNueva crónica del Perú
En su presentación estética, la Nueva crónica del Perú, siglo XX imita el estilo del cronista Guaman Poma, quien incorpora a su texto escrito "las pinturas y la invención y dibujo", todo "escrito y dibujado de mi mano e ingenio". La obra del siglo XVII dio testimonio al encuentro colonial y defendió el valor de las tradiciones indígenas, mientras la actualización contemporánea explica las costumbres limeñas y peruanas del día de hoy.
Una diferencia entre la primera crónica y la nueva es que el testimonio de Guamán Poma “se nutre de la sabiduría de la tradición oral de su época” mientras las historias e imágenes de Macera y Forns “se producen en una era de sobreabundancia de imágenes televisivas y de internet, y se benefician del aporte de las más diversas disciplinas humanísticas y científicas”. Por ejemplo, la crónica de Guamán Poma empieza con la "Primera generación del mundo de Adán y de su mujer Eva" y relata la historia de la iglesia católica y los emperadores romanos hasta la llegada de los españoles en el Perú. Marca la división entre el "Capítulo del primer wari viracocha runa" con la muerte del Inga Atahualpa, y busca correspondencias calendáricas a lo largo de la obra; entre ellas se destaca el ejemplo del nacimiento de Jesucristo, quien "nación en tiempo y reino de Sinchi Roca Inga cuando fue de edad de ochenta años," una edad que representa la sabiduría y la madurez en el mundo andino. En cambio, la nueva crónica empieza con teorías científicas para explicar el origen del mundo y de la humanidad.

## Producción del libro
En 1997, Forns y Macera se preguntaban “si era posible seguir el ejemplo de Huamán Poma al filo de XXI”. Los dos escritores presentaban la idea a Rocío Silva Santisteban y Luis Chávez, quienes contribuían textos escritos y recomendaron a Miguel Vidal como dibujante principal, aunque otros artistas también participaban.
Según explican los autores, “El procedimiento fue muy laboriosos. Primero había que investigar sobre los temas propuestos; luego, realizar un pre-texto y revisarlo una y otra vez. Paralelamente teníamos que discutir cuáles eran los tipos de imágenes más apropiados….las quillcas que ahora presentamos representan una parte mínima de todo lo que se hizo”. un sistema semiótica que combina el texto con la imagen. La palabra quillca se entiende como una forma hispanizada del vocablo quechua quellccani y de la voz aimara, <quellcatha.

## Temas y contenido
El libro está organizado por varios temas que se matizan en 17 categorías. Cada capítulo tiene una serie de imágenes que corresponde al texto principal. Algunos de los temas incluyen:
• Origen del mundo peruano
• Espacio del mundo peruano
• Tragedia y sociedad
• Ciudades del mundo peruano
• Mundo animal peruano
• La vida en la ciudad
• El mundo de la calle
• La locura del mundo peruano
• Los que gobiernan
• El mundo de fuera

## Influencias literarias: siguientes
El equipo colectivo sigue trabajando y los esfuerzos proporcionan dos obras adicionales. En el año 2003 Forns colaboró con Ismael Vega y el artista Luis Rossell en la publicación de la Nueva crónica del Perú siglo XXI, 2000-2003, la cual respecta la estética de la primera obra pero con una cronología reducida. La obra relata los eventos de los tres años señalados en el Perú, con un énfasis en la política y las prácticas sociales. Dos años después, Forns logró publicar una edición más comprensiva Nueva Crónica del Perú, 2000-2005, la cual se organiza por momento histórico y cuenta con la participación de un diverso equipo de autores y artistas. El tercer libro de la serie mantiene la estética original de las quillcas, tal como se observa en la primera edición de la Nueva crónica del Perú, siglo XX. Sin embargo, no son las imágenes de un artista sino de una colección de artistas modernos. Por lo tanto la técnica artística es variante. Además de imágenes hay fotos y pinturas de varios colores y perspectivas. No obstante la letra que acompaña la imagen todavía preserva los rastros del estilo de la crónica de Guáman Poma.